# Хурибга
Хурибга́ або Хурібга́ (бербер. ⵅⵯⵔⵉⴱⴳⴰ; араб. خريبكة) — місто в регіоні Бені-Меллаль — Кенітра в Марокко. В минулому — велике поселення з французькою колоніальною архітектурою. Населення за переписом 2014 року становить 196 196 осіб.

## Географія
Хурибга лежить за 120 км від Касабланки, 154 км від Рабату, 200 км від міста Марракеш, 99 км від міста Бені-Меллаль і 60 км від міста Сеттат.
Хурибга розташована на висоті 820 метрів над рівнем моря на плато Вардіга. Місто було засноване в 1923 році владою французького протекторату, після виявлення у місцевості великих запасів фосфатів. До того ж, місто має декілька шахт.

## Клімат
За класифікацією кліматів Кеппена, Хурибга має середземноморський клімат зі спекотним літом (Csa). Середньорічна температура становить 17,2 °C (63,0 °F). Взимку в місті випадає значно більше опадів, ніж влітку — їхня середньорічна кількість становить 432 мм.
| Клімат Хурибги                                        | Клімат Хурибги | Клімат Хурибги | Клімат Хурибги | Клімат Хурибги | Клімат Хурибги | Клімат Хурибги | Клімат Хурибги | Клімат Хурибги | Клімат Хурибги | Клімат Хурибги | Клімат Хурибги | Клімат Хурибги | Клімат Хурибги |
| Показник                                              | Січ.           | Лют.           | Бер.           | Квіт.          | Трав.          | Черв.          | Лип.           | Серп.          | Вер.           | Жовт.          | Лист.          | Груд.          |                |
| Середній максимум, °C                                 | 16,7           | 17,6           | 19,8           | 22,6           | 26,1           | 30,6           | 36,0           | 36,2           | 32,5           | 27,0           | 19,3           | 17,1           |                |
| Середня температура, °C                               | 9,9            | 10,4           | 12,4           | 14,6           | 17,8           | 21,9           | 26,1           | 26,7           | 23,8           | 19,2           | 12,7           | 10,6           |                |
| Середній мінімум, °C                                  | 3,2            | 3,3            | 5,0            | 6,6            | 9,5            | 13,2           | 16,3           | 17,2           | 15,1           | 11,4           | 6,1            | 4,1            |                |
| Норма опадів, мм                                      | 60             | 58             | 57             | 52             | 22             | 7              | 2              | 3              | 12             | 36             | 52             | 71             |                |
| ----------------------------------------------------- | -------------- | -------------- | -------------- | -------------- | -------------- | -------------- | -------------- | -------------- | -------------- | -------------- | -------------- | -------------- | -------------- |
| Джерело: https://en.climate-data.org/location/715066/ |                |                |                |                |                |                |                |                |                |                |                |                |                |

## Економіка
Провінція Хурибга має великий запас фосфатів (від 35 до 40 мільярдів кубічних метрів за оцінкою), що робить Марокко найпершою країною в світі за їхніми запасами. Крізь місто проходить фосфатопровід Хурибга — Джорф-Ласфардин.
Фосфатні шахти є також джерелом палеонтологічних знахідок, зокрема щелеп і зубів мосазавра.
Окрім видобутку фосфатів, у провінції розвинені інші галузі промисловості: електрична, хімічна, харчова, механічна, текстильна тощо.